# Spartiacque Nilo-Congo

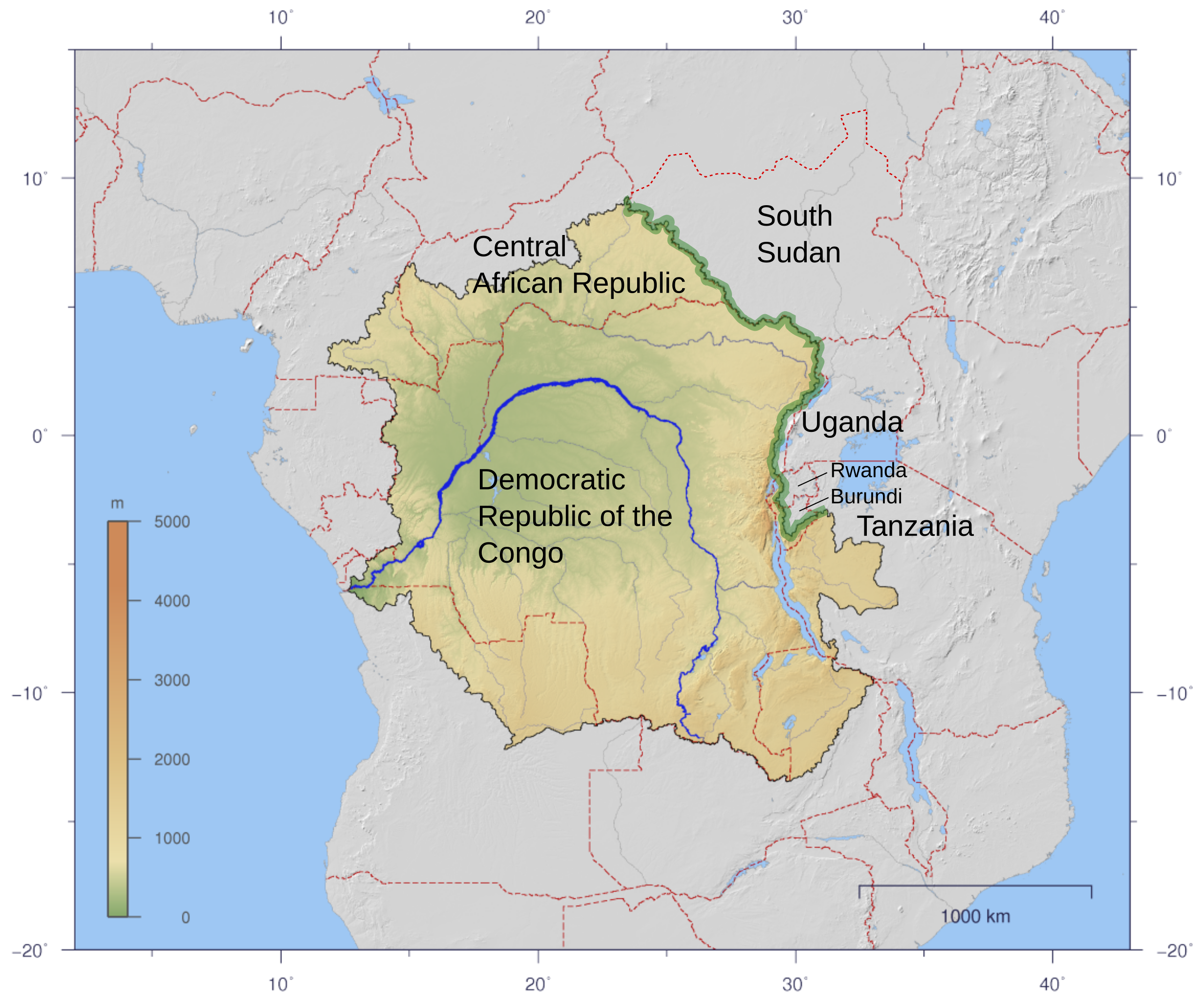
Il bacino del Congo con lo spartiacque che lo separa dal bacino del Nilo evidenziato in verde.

Lo spartiacque Nilo-Congo è lo spartiacque continentale, lungo circa 2 000 chilometri, che separa i bacini idrografici del Nilo e del Congo. Presenta numerose sezioni geograficamente e geologicamente distinte tra il suo punto settentrionale, sulla frontiera tra la Repubblica Centrafricana e il Sudan del Sud, dove i bacini del Nilo e del Congo incontrano il bacino del Ciad, e quello meridionale in Tanzania a sud-ovest del lago Vittoria, dove i loro confini divergono.
Le popolazioni che vivono lungo lo spartiacque si dividono in due principali gruppi linguistico-culturali, che parlano lingue sudaniche centrali a nord e lingue bantù a sud. Le potenze coloniali europee si valsero della linea spartiacque per suddividere i loro possedimenti nel continente: il Regno Unito prese possesso delle terre situate ad est e la Francia e il Belgio si impadronirono di quelle ad ovest. Questa decisione fu presa in un'epoca in cui solo pochissimi europei avevano visitato tale regione, che non era stata ancora mappata. Così facendo i gruppi etnici che vivevano su entrambi i lati dello spartiacque si trovarono separati.

## Geografia

### La sezione settentrionale: Sudan

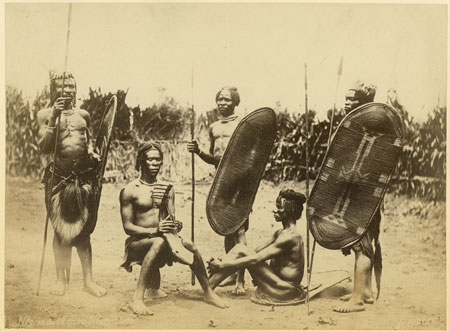
Guerrieri zande (1880 ca.). Il loro territorio, su entrambi i lati del settore settentrionale della linea spartiacque, venne diviso in due durante la conferenza di Berlino del 1884-85.

La linea spartiacque Nilo-Congo ha inizio in prossimità della triplice frontiera idrografica tra i bacini del Congo, del Ciad e del Nilo, in un punto situato lungo la frontiera tra Repubblica Centrafricana e Sudan, al confine tra le prefetture di Vakaga e di Haute-Kotto. Da questa triplice frontiera:
- il fiume Umbelasha scorre verso nord-est per confluire nel Nilo, attraverso i fiumi Bahr al-Arab e Bahr el-Ghazal;
- il fiume Kotto scorre verso sud, confluendo nel Congo attraverso l'Ubangi;
- il fiume Yata scorre verso nord-est, sfociando infine nel lago Ciad, attraverso i fiumi Bahr Oulou, Bahr Aouk e Chari.

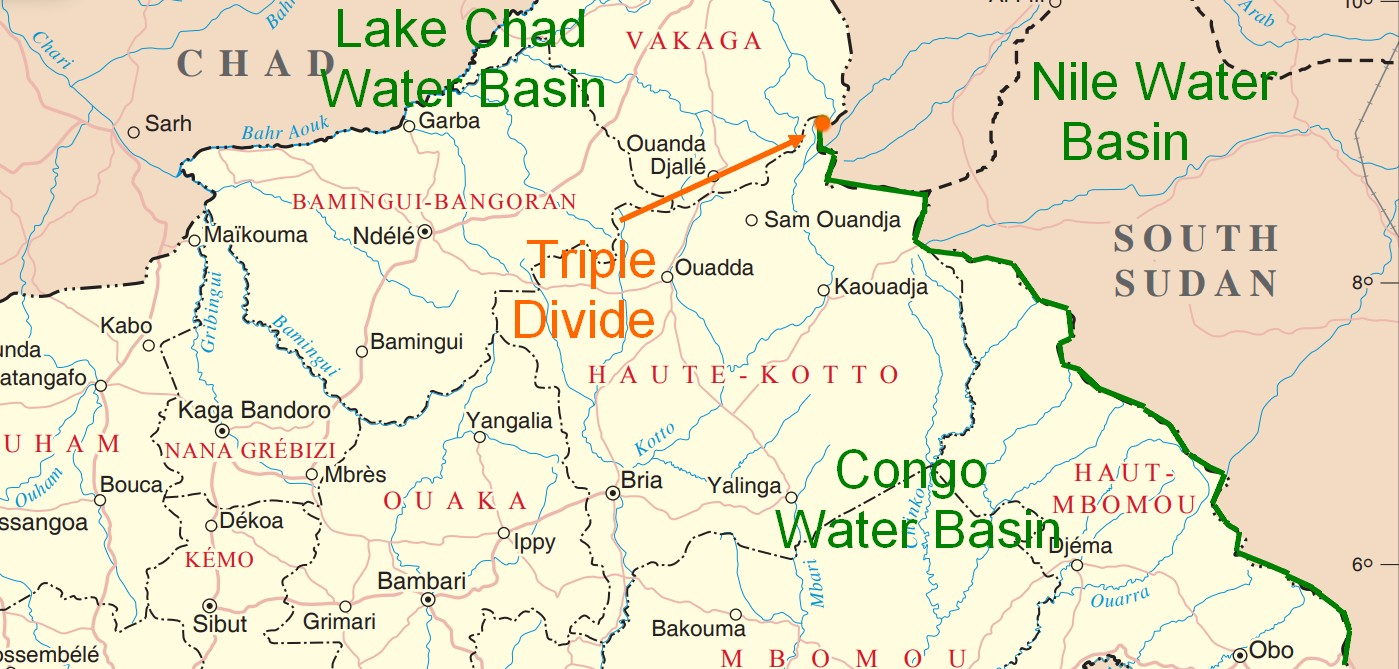
Lo spartiacque Nilo-Congo (linea verde) inizia dalla triplice frontiera (punto arancio) dove si incontrano i bacini del Congo, del Ciad e del Nilo. Questo punto è situato lungo la frontiera tra Repubblica Centrafricana e Sudan, al confine tra le prefetture di Vakaga e di Haute-Kotto.

Da qui lo spartiacque corre verso sud-est e poi in direzione sud lungo il confine tra Sudan del Sud e Uganda ad est e Repubblica Centrafricana e Repubblica Democratica del Congo ad ovest.
La regione dell'altopiano di Ironstone tra Sudan del Sud e Repubblica Democratica del Congo è attraversata da molti torrenti che hanno formato impervie e anguste vallate. La vasta zona umida del Sudd nel Sudan del Sud è alimentata dal fiume Bahr al-Jabal proveniente dai laghi Alberto e Vittoria a sud, nonché da dieci fiumi più piccoli provenienti dallo spartiacque Nilo-Congo che apportano complessivamente 20 miliardi di metri cubi di acqua ogni anno.
Questa porzione dello spartiacque, facilmente percorribile, potrebbe essere stata la via principale dell'espansione bantù verso l'Africa orientale e australe durante l'età del ferro. La deforestazione per far spazio all'agricoltura, l'allevamento dei bovini e il perfezionamento delle armi grazie alla pratica della metallurgia potrebbero aver permesso ai Bantù di raggiungere il futuro Buganda circa 1500 anni fa. Da qui, avrebbero continuato la loro espansione verso sud.
I popoli che vivono attualmente lungo lo spartiacque Nilo-Congo in Sudan del Sud, come i Kresh, parlano lingue sudaniche centrali. Essi sono originari della regione a sud del lago Ciad, ad ovest dello spartiacque, ma furono spinti verso est e verso sud da altre popolazioni provenienti da ovest. Gli europei conoscevano ben poco questa regione quando, nel 1885, delinearono il confine tra le sfere di influenza belga e francese ad ovest e quella britannica ad est. La linea tracciata passava attraverso il territorio degli Zande, che vivevano nelle fitte foreste dell'estremità sud-occidentale di quello che è oggi il Sudan del Sud e del nord-est di quella che oggi è la Repubblica Democratica del Congo. Attualmente circa il 29% di essi vive in Sudan, il 68% in Congo e il resto nella colonia francese di Ubangi-Shari, oggi Repubblica Centrafricana.

### La sezione centrale: ad ovest della faglia albertina

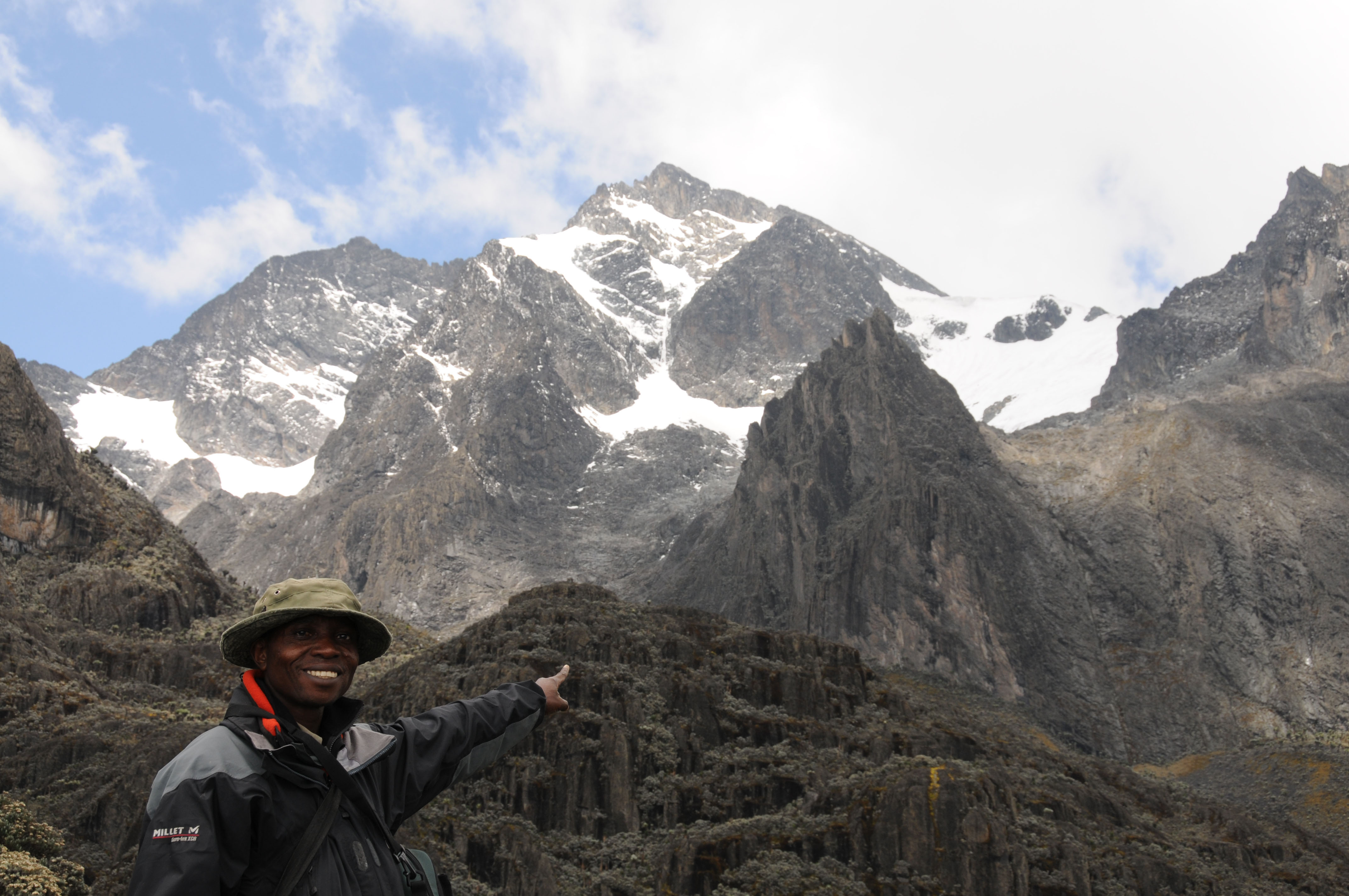
Il massiccio del Ruwenzori, ad ovest della faglia albertina.

Nella parte centrale, lo spartiacque corre lungo le montagne che formano il fianco occidentale della faglia albertina, dal lago Alberto a nord, passando per il lago Edoardo, fino all'estremità settentrionale del lago Kivu, per poi attraversare la faglia lungo la linea dei monti Virunga, a nord di quest'ultimo lago.
Il massiccio dei Virunga, lungo il confine tra Ruanda e Repubblica Democratica del Congo, è costituito da otto vulcani. Due di essi, il Nyamuragira e il Nyiragongo, sono ancora attivi. A sud dei Virunga, le acque del lago Kivu confluiscono a sud nel lago Tanganica attraverso il fiume Ruzizi. Le acque del Tanganica, a loro volta, raggiungono il fiume Congo attraverso il Lukuga. È probabile che l'attuale sistema idrografico sia piuttosto recente, essendosi costituito quando la lava eruttata dai monti Virunga impedì alle acque del lago Kivu di scorrere verso nord nel lago Edoardo, costringendo il lago a scaricare verso sud nel lago Tanganica. Prima di allora il lago Tanganica, o i vari sub-bacini separati che occupavano la zona in quello che oggi è il lago, potrebbe essere stato un bacino endoreico.

### La sezione meridionale: ad est della faglia albertina

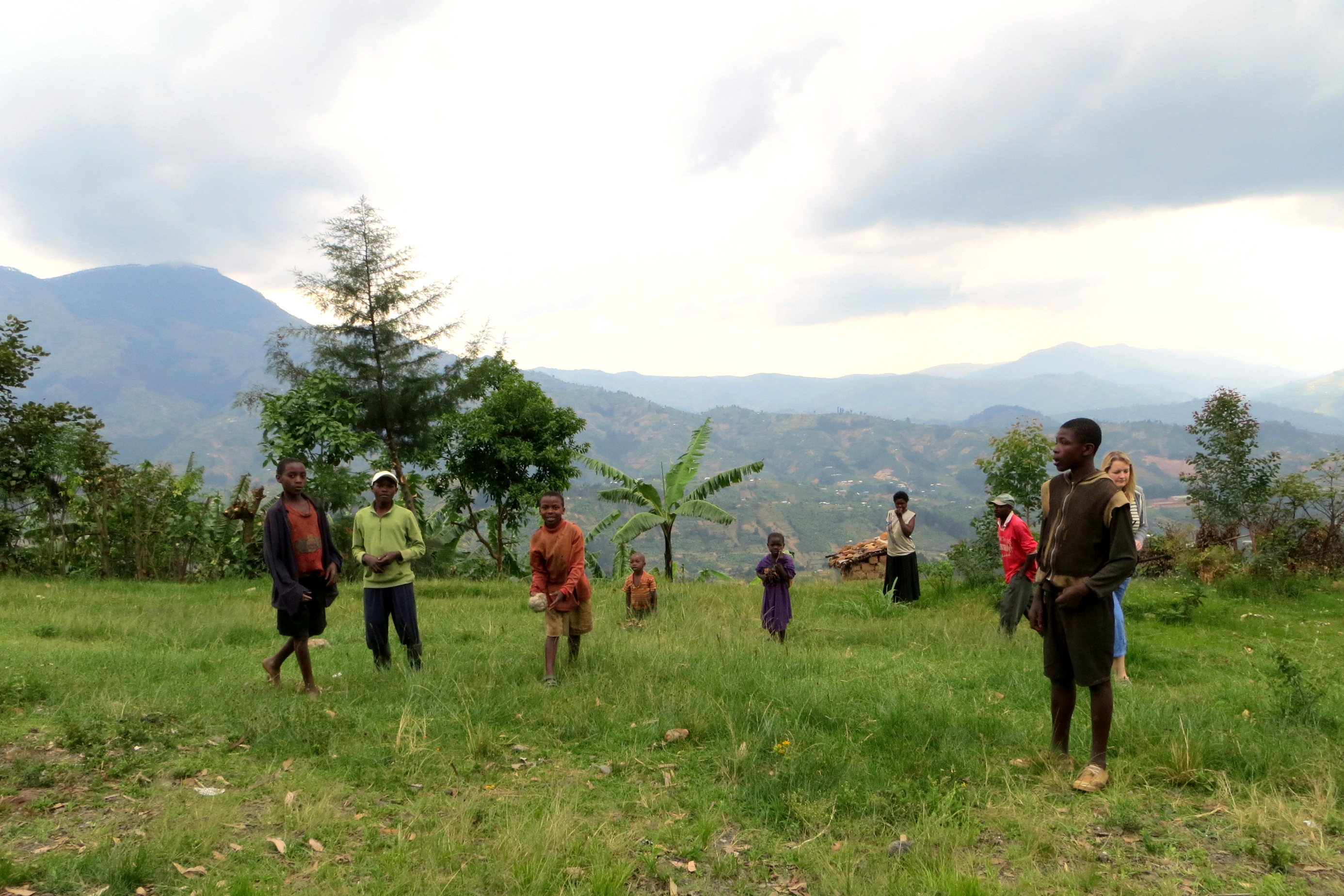
Le montagne del Ruanda. I vulcani sullo sfondo sono i Virunga, dimora dei rarissimi gorilla di montagna.

A sud, lo spartiacque, da un punto vicino all'angolo sud-occidentale del lago Vittoria, corre in direzione sud-ovest attraverso la Tanzania e il Burundi fino alle montagne che formano la parete orientale della faglia albertina. Da qui prosegue verso nord lungo il crinale di queste montagne ad est dei laghi Tanganica e Kivu.
In questa regione si trovano i parchi nazionali di Nyungwe in Ruanda e di Kibira in Burundi, che offrono un rifugio a varie specie di primati minacciate di estinzione, nonché a rare specie di uccelli e di piante. Al di fuori di questi parchi, però, il territorio è densamente popolato e l'agricoltura intensiva è praticata ovunque, nonostante la coltivazione sia resa difficile in un'area dove le cime dei monti possono superare i 3 000 m di altezza. Anche la sopravvivenza stessa dei parchi è minacciata dalla pressione della popolazione che vive intorno ad essi. Il fiume Rukarara nasce nelle foreste del Ruanda meridionale ad est della linea spartiacque: esso è oggi attualmente riconosciuto come il ramo sorgentifero del Nilo - il punto a monte più distante dalla foce del fiume.

## Storia e definizione del confine

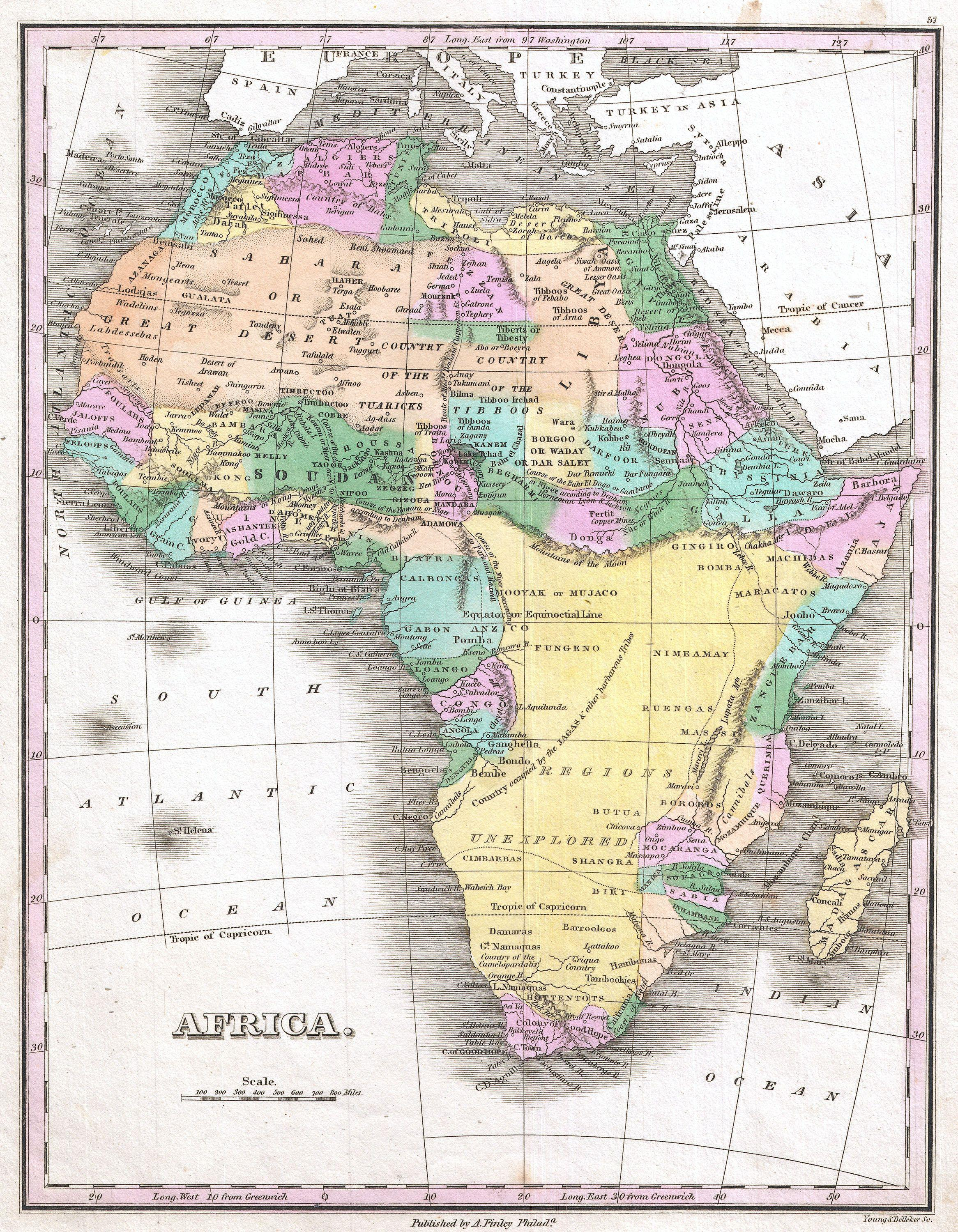
In questa carta del 1827 il bacino del Congo è considerato molto più piccolo e il Nilo trae origine dalle montagne della Luna, in un punto ad ovest dell'attuale Sudan del Sud. La linea costiera è correttamente delineata, ma l'interno e i Grandi Laghi erano ancora sconosciuti.

Per gli esploratori europei del XIX secolo fu particolarmente difficile riuscire a raggiungere l'altopiano dei Grandi Laghi dell'Africa orientale, cinto da inospitali terre aride o semi-aride a nord, est e sud-est e dalle impenetrabili foreste del bacino del Congo ad ovest. Le vie più facili per raggiungerlo erano quella meridionale che passava per i laghi della Rift Valley, il Niassa e il Tanganica, e quella nord-occidentale, seguendo lo spartiacque Nilo-Congo.
Il fiume Ruzizi, che scorre verso sud confluendo nel lago Tanganica, fa parte del bacino superiore del fiume Congo. Alcuni esploratori britannici del XIX secolo, come Richard Francis Burton e John Hanning Speke, incerti su quale fosse la direzione del corso del Ruzizi, pensavano che esso scorresse verso nord, uscendo dal lago, per dirigersi verso il Nilo Bianco. Tuttavia, esploratori successivi come David Livingstone e Henry Morton Stanley dimostrarono che le cose non stavano così. Il Ruzizi infatti si getta nel lago Tanganica, dal quale esce il fiume Lukuga, circa 120 km a sud di Ujiji. Il Lukuga scorre in direzione ovest confluendo nel Lualaba, uno dei principali affluenti del Congo.
Altri esploratori europei che contribuirono alla maggiore conoscenza della regione furono Panayotis Potagos (1839-1903), Georg August Schweinfurth (1836-1925), che scoprì il fiume Uele, pensando però erroneamente che appartenesse al bacino del Ciad invece che a quello del Congo, Wilhelm Junker (1840-1892), che corresse le teorie idrografiche di Schweinfurth, e Oskar Lenz (1848-1925).
La conferenza di Berlino del 1885 stabilì che lo spartiacque Nilo-Congo sarebbe stato il confine tra il Sudan britannico e lo Stato del Congo. A seguito dell'accordo, siglato il 12 maggio 1894, tra la Gran Bretagna e il re Leopoldo II del Belgio, la sfera di influenza dello Stato Libero del Congo di Leopoldo fu limitata da «una frontiera che segue il 30º meridiano ad est di Greenwich fino alla sua intersezione con lo spartiacque tra il Nilo e il Congo e quindi, seguendo tale spartiacque, prosegue in direzione nord e nord-ovest».
Nel 1907 D. C. E. Comyn pubblicò i risultati di uno studio, Western Sources of the Nile, sul Geographical Journal, nel quale dichiarava di essere stato l'unico «uomo bianco ancora in vita ad aver attraversato i rami sorgentiferi di tutti i fiumi tra il Wau e il Bahr al-Arab». Nel 1911, nel libro Service and Sport in the Sudan, descrisse gli affluenti del Nilo che discendono dallo spartiacque Nilo-Congo verso la parte orientale della Repubblica Centrafricana.
Nel 1915-16, quando lo spartiacque servì da base per determinare la frontiera occidentale del Sudan anglo-egiziano, Cuthbert Christy esplorò la regione e considerò possibile costruirvi una ferrovia.
Nel 1919 la Francia e il Regno Unito concordarono di definire il confine tra il Sudan anglo-egiziano e l'Africa equatoriale francese. Questo venne stabilito lungo lo spartiacque Nilo-Congo fino all'11º parallelo di latitudine nord, poi lungo la frontiera tra il Darfur e le terre degli Wadai. La maggior parte della regione in questione non era ancora stata esplorata dagli europei. Una spedizione anglo-francese lasciò Khartoum alla fine del 1921. Tra l'11º e il 5º parallelo, presso la frontiera tra l'Africa equatoriale francese e il Congo Belga, la zona era ricoperta da una fitta foresta tropicale e disabitata. La spedizione, pertanto, non poté più acquistare cibo dai locali e dovette trasportare con sé le provviste necessarie. Fissare la posizione dello spartiacque risultò estremamente difficile. La tecnica impiegata consisteva nel marciare lungo un azimut fino a raggiungere un corso d'acqua, quindi seguirlo fino alla sua sorgente, che era spesso una palude, per determinare la sua posizione. I topografi dovettero affrontare la penuria di cibo, sebbene vi fosse abbondanza di selvaggina, la malaria e le piogge torrenziali. Ci vollero diciotto mesi per completare il rilievo.

### Ulteriori letture
- C. Christy, Nile-Congo Watershed. By Major C. Christy ... 1916. Scale, 1:1,000,000, 1917. URL consultato il 4 maggio 2013.